# Horst Meier (Autor)

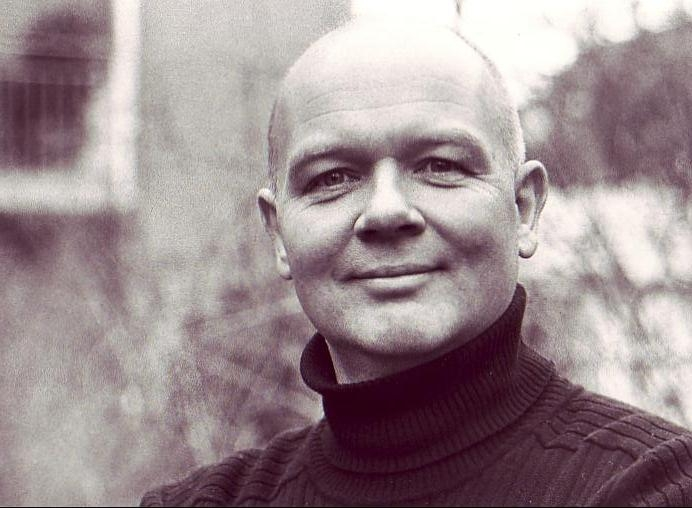
Horst Meier (2005)

Horst Meier (* 14. Juli 1954 in Oberkaufungen) ist ein deutscher Autor und Jurist.

## Leben
Meier studierte von 1973 bis 1981 Rechtswissenschaft in Göttingen, unterbrochen von einem Jahr 1975/1976 als Zivildienstleistender in der Evangelischen Studentengemeinde in Kassel, und promovierte 1992 über die Verbotsurteile gegen SRP und KPD (Doktorvater war der Rechtstheoretiker Ralf Dreier). Meier war von 1982 bis 1984 Rechtsreferendar (u. a. bei Gerhard Mauz, dem Gerichtsreporter des Spiegel, und dem Hamburger Strafverteidiger Uwe Maeffert).
Meier arbeitete zunächst als Rechtsanwalt und ist seit 1992 freier Autor. Von 2008 bis 2010 arbeitete er als Studienleiter für Recht und Politik an der Evangelischen Akademie Hofgeismar (Tagungsbände „Direkte Demokratie“ und „Versammlungsfreiheit für Rechtsradikale?“ unter „Bücher“).
Meier publizierte zahlreiche rechtspolitische Beiträge in Printmedien (darunter in der Monatszeitschrift Merkur) und im Radio (1990–2023 für die Essayreihe „Gedanken zur Zeit“, die NDR Kultur sendete). Schwerpunkte sind Fragen des Parteiverbots, des Verfassungsschutzes und der Meinungsfreiheit. Zwei Essaybände aus den Jahren 2012 und 2022 bieten eine repräsentative Auswahl seiner „Variationen über Bürgerrechte und Politik“. Horst Meier lebt in Kassel.
Im Herbst 2020 gehörte er (u. a. mit Ulrike Ackermann und Wolfgang Thierse) zu den Erstunterzeichnern des Appells für freie Debattenräume. Vorbild war der im Juli 2020 in Harper’s Magazine veröffentlichte „Letter on Justice and Open Debate“, den u. a. J.K. Rowling und Salman Rushdie unterzeichnet hatten.

## Werke

### Bücher
- 1993: Parteiverbote und demokratische Republik. Nomos, Baden-Baden, ISBN 978-3-7890-2938-7.
- 1995: Republikschutz (Mitautor). Rowohlt, Reinbek.
- 1995: Hitler zurücknehmen. Zum antinazistischen Imperativ bei Jean Améry. In: Jean Améry, Ressentiments. Europäische Verlagsanstalt, Hamburg.
- 2002: Verbot der NPD oder Mit Rechtsradikalen leben? (Mithrsg.). Suhrkamp, Frankfurt.
- 2010: Direkte Demokratie im Grundgesetz? (Mithrsg.). Evangelische Akademie, Hofgeismar, ISBN 978-3-89281-262-3.
- 2010: Rechtsradikale unter dem Schutz der Versammlungsfreiheit (Mithrsg.). Evangelische Akademie, Hofgeismar, ISBN 978-3-89281-261-6.
- 2010: Erhard Denninger, Polizei im demokratischen Rechtsstaat (Mithrsg.). Evangelische Akademie Hofgeismar.
- 2012: Protestfreie Zonen? [44] Variationen über Bürgerrechte und Politik. Berliner Wissenschafts-Verlag, Berlin, ISBN 978-3-8305-2734-3.
- 2012: Nach dem Verfassungsschutz. Plädoyer für eine neue Sicherheitsarchitektur der Berliner Republik (Koautor Claus Leggewie). Verlag Archiv der Jugendkulturen, Berlin, ISBN 978-3-943774-03-0.
- 2015: Verbot der NPD – ein deutsches Staatstheater in zwei Akten. Analysen und Kritik 2001–2014. Berliner Wissenschafts-Verlag, mit Gastbeiträgen u. a. von Hans Magnus Enzensberger, Eckhard Jesse, Wolfgang Kraushaar, Claus Leggewie, Johannes Lichdi, Volker Neumann und Peter Niesen sowie einem Gespräch mit Bernhard Schlink, ISBN 978-3-8305-2039-9.
- 2017: Das zweite Verbotsverfahren gegen die NPD. Analyse, Prozessreportage, Urteilskritik. Duncker & Humblot, Berlin (mit Claus Leggewie und Johannes Lichdi), ISBN 978-3-428-15303-9.
- 2019, 2. Aufl.: Nach dem Verfassungsschutz. Plädoyer für eine neue Sicherheitsarchitektur der Berliner Republik (Koautor Claus Leggewie). Hirnkost Verlag, Berlin, ISBN 978-3-947380-97-8.
- 2019: Ralf Dreier, Die Mitte zwischen Holz und Theologie. Eine Art Bilanz. Zusammengestellt und herausgegeben von Horst Meier. Nomos Verlag, Baden-Baden, ISBN 978-3-8487-5805-0.
- 2022: Politische Einheit im Dissens. [50] Variationen über Bürgerrechte und Politik. Band II. Nomos Verlag, Baden-Baden.

### Aufsätze (Auswahl)
- Lob des Rechtspositivismus (über Hans Kelsen). In: Merkur 673 (Mai 2005).
- Die guten Rechte schlechter Leute. In: FAS vom 22. August 2010.
- Ein Grundgesetz für Pazifisten? Über Krieg und Verfassung. In: Merkur 741 (Februar 2011).
- Verhaften Sie die üblichen Verdächtigen! In: FAS vom 29. April 2012.
- Wer vom Parteiverbot spricht, darf über die Freiheit nicht schweigen. In: FAZ vom 13. Dezember 2012. (Mitautor)
- Mit ‚Rechts‘ leben. Horst Meier im Gespräch mit Bernhard Schlink. In: Recht und Politik, Heft 4/2014.
- „Streitbare“ oder liberale Demokratie? Wie man in Deutschland und den USA mit „nichtgewalttätigen Extremisten“ umgeht. In: Recht & Politik, Heft 4/2015
- Kritik der [im NPD-Urteil kreierten] „Potentialität“. In: Merkur 819 (August 2017)
- Die AfD und der Verfassungsschutz – ein deutsches Extremistenspiel oder Der lange Abschied von der fdGO. In: Recht & Politik, Beiheft 4: 70 Jahre Grundgesetz (2020)
- Der Verfassungsschutz, nutzlos seit eh und je. In: Frankfurter Allgemeine Zeitung. 16. Februar 2024, abgerufen am 28. Mai 2024 (mit Claus Leggewie).

### Radiosendungen (Auswahl)
- „Deutsche Hörer!“ Thomas Manns Radiosendungen nach Deutschland 1940–1945. WDR 3, 16. August 1989.
- „Er war lebenslustig, manchmal gierig nach Leben“. Der NS-Justizmord an Werner Holländer. SWR 2/DLF, Feature, 31. März/20. April 1999.
- Darf der Staat foltern? Dokumentation des Streitgesprächs zwischen Bernhard Schlink und Winfried Brugger an der Berliner Humboldt-Universität (Auszüge), NDR 3, 20. November 2001.
- Preuße, Jude, Patriot und Demokrat. Bernhard Weiß, Vizepräsident der Berliner Polizei, und die Verteidigung der Weimarer Republik. DLF Feature 2005.
- Die Vergangenheit, die Schuld und das Recht. Der Schriftsteller & Jurist Bernhard Schlink im Gespräch mit Horst Meier., DLF „Essay & Diskurs“, 8. Dezember 2013. (vgl. Weblinks)
- Darf der Staat töten? Über die Todesstrafe. NDR Kultur/WDR3, Gedanken zur Zeit, 5. Oktober 2014.[8]
- Von Schonräumen und zarten Seelen. Zur aktuellen Debatte über die Redefreiheit in den USA. NDR Kultur, Gedanken zur Zeit, 24. November 2019
- Ein Grundrecht auf selbstbestimmtes Sterben. Nach dem Verfassungsgericht ist das Parlament wieder am Zug. NDR Kultur, Gedanken zur Zeit, 16. Oktober 2021
- Kontrollierter Anbau und Joint aus der Apotheke? Die Ampelkoalition will Cannabis entkriminalisieren. NDR Kultur, Gedanken zur Zeit, 5. Februar 2022
- Das Opfer des Lebens. Zur Frage, was uns die Freiheit wert ist. NDR Kultur, Gedanken zur Zeit, 19. November 2022
- Putin nach Den Haag? Der Haftbefehl, der Angriffskrieg und das Völkerrecht. DLF Essay & Diskurs, 12. November 2023
- Und demnächst die AfD? Liberale Perspektive auf ein mögliches Verbotsverfahren. DLF Essay & Diskurs, 30. Juni 2024

## Auszeichnungen
- 2005: Pressepreis des Deutschen Anwaltvereins für das Radiofeature Daumenschrauben gefällig? – DLF 2003[9]
- 2006: Regino-Preis der Neuen Juristischen Wochenschrift und Rechtsanwalt Wolfgang Ferner für das Radiofeature Feindstrafrecht? – DLF 2005[10]
- 2017: Pressepreis des Deutschen Anwaltvereins für den Radioessay Über die Parteienfreiheit. Das Verbotsverfahren gegen die NPD. – DLF 2016[11][12] (gemeinsam mit Claus Leggewie)